# Rencontre du troisième âge
Rencontre du troisième âge (Grey Dawn en version originale) est le dixième épisode de la septième saison de la série animée South Park, ainsi que le 106e épisode de l'émission.

## Synopsis
Les personnes âgées ne peuvent s'empêcher de créer des accidents en conduisant et l'État du Colorado décide de leur retirer leur permis de conduire. Mais elles se révoltent et décident d'enfermer les jeunes.